# Neath RFC
El Neath Rugby Football Club es un equipo de rugby de Gales con sede en la ciudad de Neath.
Actualmente compite en el Championship, la segunda división del rugby de Gales, luego de su primer descenso en 2019.

## Historia
Fue fundada en 1871, desde el año 1990 participa en la Premiership, el principal torneo de Gales, en el cual ha logrado un campeonato.
En la Liga Celta, en la que participó en la temporada 2001-02 y 2002-03, competición en la cual obtuvo el subcampeonato en la temporada 2002-03, donde perdió la final frente al cuadro de Irlanda, Munster, por un marcador de 37 a 17. 
Es representado desde el 2003 por el equipo Ospreys en la Liga Celta.
Durante su larga historia ha conseguido derrotar a diferentes representativos nacionales como el caso de la selección de Canadá, Fiyi, Georgia y Uruguay.

## Palmarés

### Torneos internacionales
- Subcampeón Liga Celta (1): 2002-03

### Torneos nacionales
- Premiership (7): 1990-91, 1995-96, 2004-05, 2005-06, 2006-07, 2007-08, 2009-10.
- Copa de Gales (6): 1972, 1989, 1990, 2004, 2008, 2009.
- Campeonato de Gales no oficial (10): 1909-10, 1910-11, 1928-29, 1933-34, 1934-35, 1946-47, 1966-67, 1986-87, 1988-89, 1989-90.